# Якимов Володимир Альбертович
Володимир Альбертович Якимов (2 жовтня 1963, Красноярськ, СРСР) — радянський хокеїст, нападник.

## Спортивна кар'єра
Вихованець красноянської хокейної школи (перший тренер — Г. Я. Кокорін). Виступв за команди майстрів «Сокіл» (Красноярськ), СКА (Новосибірськ), «Сокіл» (Київ), «Авангард» (Омськ), «Автомобіліст» (Караганда), «Нафтохімік» (Нижньокамськ), «Рубін» (Тюмень). У складі українського клубу зіграв чотири матчі у вищій лізі СРСР. У першій лізі — 214 («Авангард», «Автомобіліст»).

## Статистика
| Сезон   | Клуб                        | Ліга    | І  | Г  | П  | О  | ШХ |
| ------- | --------------------------- | ------- | -- | -- | -- | -- | -- |
| 1980-81 | «Сокіл» (Красноярськ)       | СРСР-3  | -  | 0  | -  | -  | -  |
| 1982-83 | «Сокіл» (Красноярськ)       | СРСР-3  | 29 | 6  | 3  | 9  | 15 |
| 1983-84 | «Сокіл» (Красноярськ)       | СРСР-3  | 54 | 32 | 19 | 51 | 30 |
| 1984-85 | «Сокіл» (Красноярськ)       | СРСР-3  | -  | 35 | -  | -  | -  |
| 1985-86 | «Сокіл» (Красноярськ)       | СРСР-3  | -  | 3  | -  | -  | -  |
| 1985-86 | СКА (Новосибірськ)          | СРСР-3  | -  | 35 | -  | -  | -  |
| 1986-87 | СКА (Новосибірськ)          | СРСР-3  | 32 | 16 | 8  | 24 | 16 |
| 1987-88 | «Сокіл» (Красноярськ)       | СРСР-3  | -  | 23 | -  | -  | -  |
| 1988-89 | «Сокіл» (Київ)              | СРСР    | 4  | 0  | 1  | 1  | 2  |
|         | «Авангард» (Омськ)          | СРСР-2  | 56 | 21 | 13 | 34 | 36 |
| 1989-90 | «Авангард» (Омськ)          | СРСР-2  | 57 | 14 | 16 | 30 | 16 |
| 1990-91 | «Авангард» (Омськ)          | СРСР-2  | 55 | 8  | 16 | 24 | 10 |
| 1991-92 | «Автомобіліст» (Караганда)  | СРСР-2  | 46 | 19 | 16 | 35 | 12 |
| 1992-93 | «Нафтохімік» (Нижньокамськ) | Росія-2 | 36 | 18 | 13 | 31 | 40 |
| 1993-94 | «Рубін» (Тюмень)            | Росія-2 | 2  | 1  | 0  | 1  | 0  |